# 埃莫森·布鲁克斯
埃莫森·布鲁克斯·富兰克林（Emerson Brooks Franklin），艺名埃莫森·布鲁克斯（Emerson Brooks），美剧、电影演员、配音演员。

## 简介
布鲁克斯出生于亚特兰大，1997年毕业于马里昂军事学院，并成为了一名步兵军官。此后，布鲁克斯又在亚利桑那大学获得了商务学士学位。毕业后，布鲁克斯曾经在航空航天领域做过一段时间的工程师。2004年，为了追求自己的梦想，布鲁克斯搬到洛杉矶开始了自己的演艺生涯。他曾在《迷失》、《别对我撒谎》、《24》、《海军罪案调查处》等美剧和电影中出演过一些小角色，还曾担任过使命召唤、侠盗飞车等游戏的配音。2012年，凭借在《All My Children》中的表现，布鲁克斯获得了有色人种促进协会形象奖杰出日间剧男演员奖。